# Böjtös László
Böjtös László  (Vadosfa, 1931. március 2. – 2021. február 23.) amerikai magyar közéleti személyiség, építész, tiszteletbeli konzul.

## Élete
1950-54 között a Budapesti Műszaki és Gazdaságtudományi Egyetemen végezte tanulmányait. A forradalom kitörése idején építészmérnökként dolgozott Budapesten. 1956 október 23-án részt vett a műegyetemisták által szervezett lengyel néppel szimpatizáló tüntetésen, ahol a diákgyűlés elfogadta az egyetemisták 16 pontját. A tüntetés fegyveres harcokba fordulásáról másnap értesült a rádióból. Október során Budapest-Győr-Vadosfa között ingázott. Feleségével együtt megjelent számos budapesti forradalmi eseményen, de a fegyveres harcokban és a forradalom szervezésében nem vett részt. A november 4-én megkezdődött szovjet intervenció és események nyomasztó alakulása miatt reménytelennek látta jövőjét Magyarországon, így 1956 december 1-jén úgy döntött elhagyja az országot. A határt éjszaka, egy Mosonmagyaróvár környéki falu határában lépte át gyalogosan, majd Ausztriában egy vöröskeresztes fogadóhelyre kerültek. Közel egy hónapig vesztegeltek kétségek között menekültszállásokon, vasútállomásokon, az elvesztett otthon és haza miatti reménytelenségben. Végül december végén a Lutheránus Világszövetség segítségével jutottak el Clevelandbe, Amerikába. Életének ezen állapotára úgy tekintett, mint ideiglenes állapotra, mely az otthoni viszonyok rendeződésével megszűnik. Hazáját nem tervezte örökre elhagyni és nem szűnt meg magyarnak lenni Amerikában. Honvágya és hazaszeretete által motivált közösségi munkával építette új lelki hazáját Amerikában. Élve a szabadság adta lehetőségekkel, nyíltan hirdette a forradalom eszméjét, őrizte és ápolta magyar gyökereit, hagyományait. 1992 óta Magyarország tiszteletbeli clevelandi főkonzulja volt. Közösségben végzett munkájáért 1996-ban Ohio Állam kitüntette. 2002-ben Mádl Ferenc a Magyar Köztársasági Érdemrend Középkeresztjével, ismerte el a magyarság érdekében végzett tevékenységét.

## Társadalmi munkássága
- a Magyar Baráti Közösség volt gondnoka
- az Amerikai Magyar Koalíció kuratóriumi tagja és volt elnöke
- a Clevelandi Magyar Club háromszori elnöke
- 1992 óta a Magyar Köztársaság tiszteletbeli clevelandi (Ohio) főkonzulja

## Elismerései
- 1996 - The Ohio distinguished service medal
- 2002 - Magyar Köztársasági Érdemrend Középkeresztje

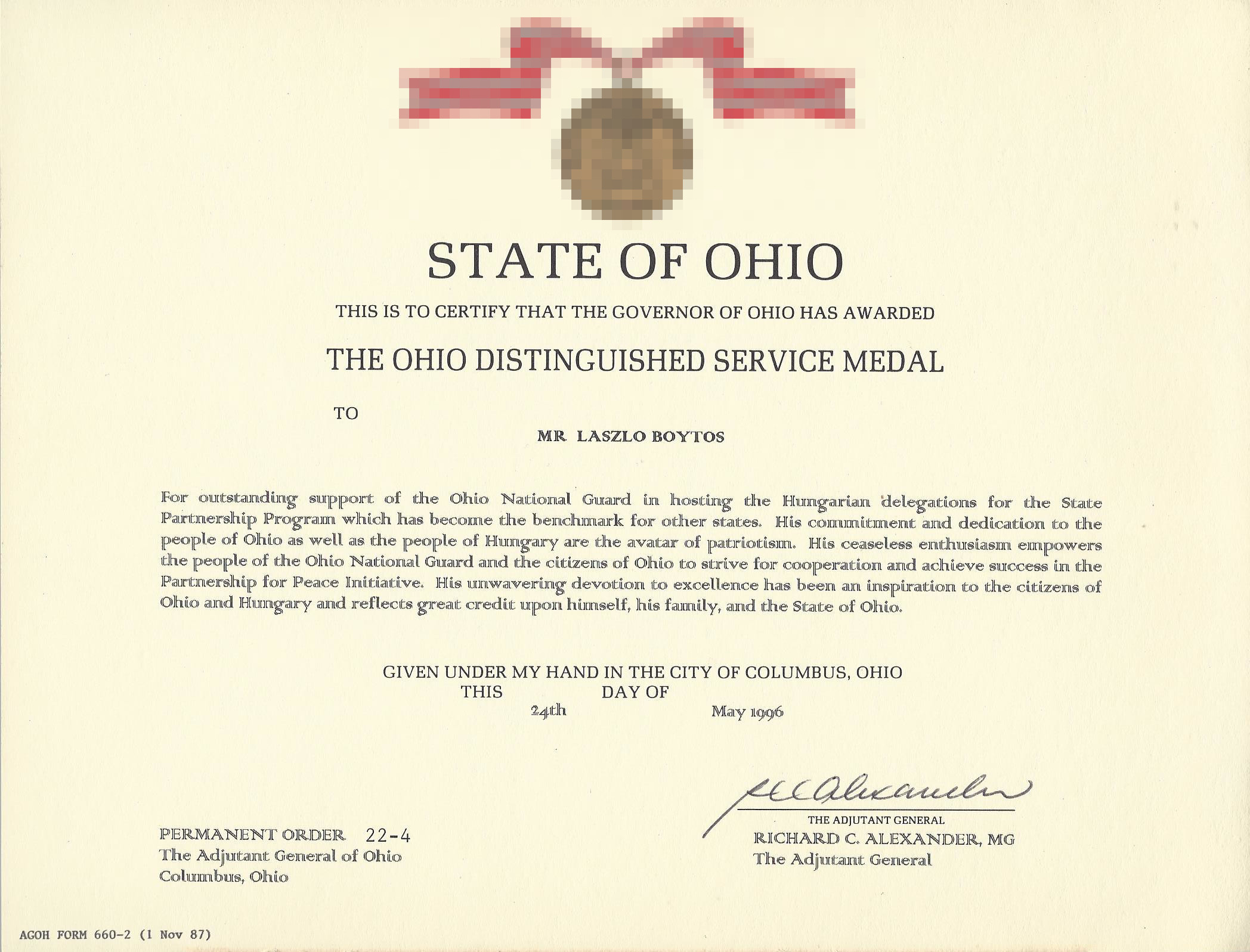
Service Medal adományoró okirat
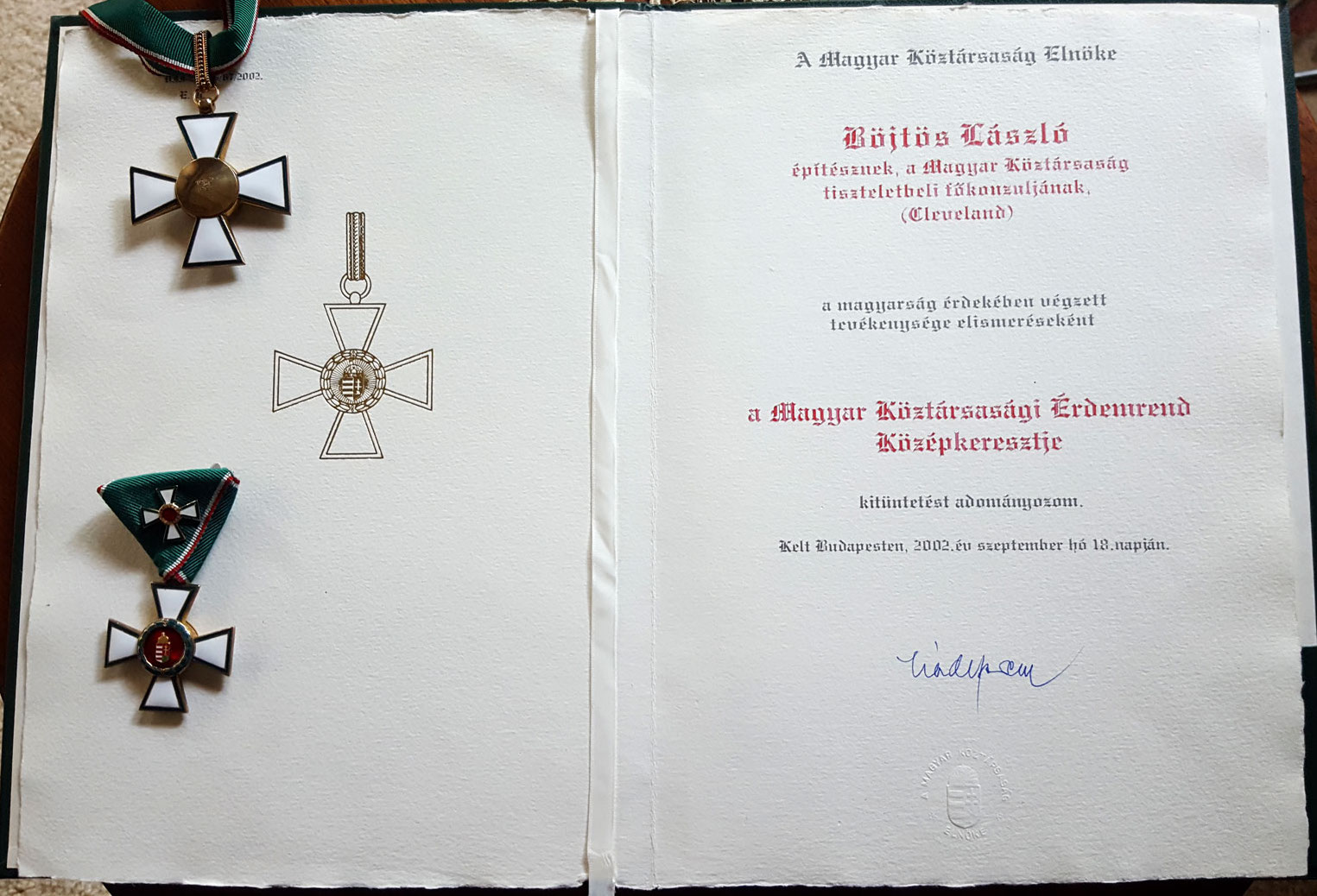
Magyar Köztársasági Érdemrend Középkeresztje és az adományozó okirat
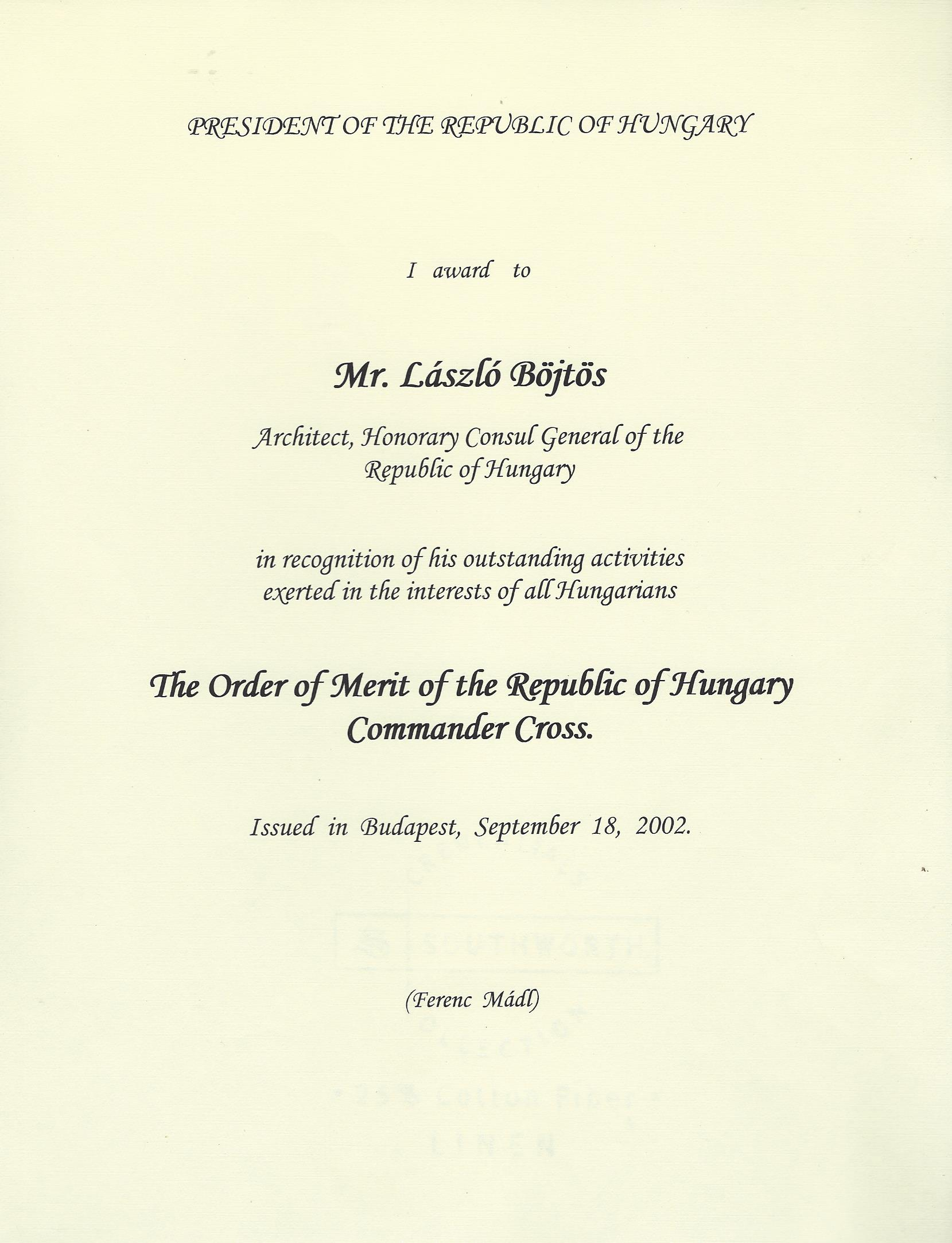
Érdemrend angol nyelvű okirat